# Антим I (улица в София)
„Антим I“ е централна улица в София. Носи името на българския екзарх Антим I. Разпростира се между ул. „Марко Балабанов“ на юг и ул. „Козлодуй“, северно от бул. „Сливница“.

## Обекти
На ул. „Антим I“ или в нейния район се намират следните обекти (от юг на север):
- Столична дирекция Полиция (№5)
- ПГ по подемна, строителна и транспортна техника
- Площад „Възраждане“
- Читалище
- Апелативна прокуратура
- Еврейски културен дом
- Управление по горите
- СО – „Район Възраждане“
- Национален осигурителен институт (НОИ)